# Jane Le Soudier
 (novembre 2023).
Jane Le Soudier (née Jeanne Alexandrine Marie Le Soudier au Mans le 18 février 1885 et morte à Limeil-Brévannes le 4 avril 1973) est une sculptrice, dessinatrice et pastelliste française. Elle se spécialisa surtout dans le genre animalier.

## Biographie
Jane Le Soudier obtient le prix de dessin de la ville de Paris à l'âge de quatorze ans, la médaille d'argent de la ville du Tréport en 1908, la médaille d'or de la ville de Dinan en 1909. Elle est élève du peintre paysagiste Henri Harpignies et prend des leçons de sculpture auprès du sculpteur animalier Georges Gardet.
Elle réalise des sculptures en bronze et en pierre à partir de ses dessins dans son atelier de Montparnasse, où elle est active, jusqu'à sa mort à l'âge de quatre-vingt-huit ans.
Elle est nommée officier d'Académie en 1925 et reçoit une médaille de bronze, pour la sculpture, à l'exposition internationale des arts de 1925 et une mention honorable au salon des artistes français l'année suivante.
Elle est gratifiée du prix Montyon et de la médaille d'or de la Fédération française du dévouement en 1935.

## Distinctions
- Officier d'académie (1925)